# Grayson (Luizjana)
Grayson – wieś w Stanach Zjednoczonych, w stanie Luizjana, w parafii Caldwell.